# Capgemini
Capgemini SE – francuskie przedsiębiorstwo świadczące zintegrowane usługi w zakresie: konsultingu, technologii informatycznych i outsourcingu.

## Historia
W 1967 roku Serge Kampf założył firmę Sogeti, której zadaniem było dostarczanie usług IT oraz wsparcie techniczne użytkowników komputerów na rynku francuskim. W okresie krótszym niż 8 lat przedsiębiorstwo stało się wiodącym dostawcą usług IT we Francji i ważnym graczem na europejskiej scenie branży IT.

### Wczesne lata (1967–1975)
Korzenie firmy Capgemini sięgają francuskiego miasta Grenoble, gdzie Serge Kampf założył firmę Sogeti w 1967 roku. Do 1975 roku, w wyniku przejęcia dwóch dużych przedsiębiorstw świadczących usługi IT, CAP i Gemini Computer Systems, stworzone zostało przedsiębiorstwo, które stało się europejskim liderem, obecnym na rynkach 21 krajów.

### Okres ekspansji (1975–1989)
Przedsiębiorstwo kontynuuje rozwój, przenosząc swoje zainteresowanie z wymagających dużych nakładów kapitałowych rozwiązań maszynowych na wysokowartościowe inteligentne usługi. Do 1989 roku, dzięki wewnętrznej restrukturyzacji, ekspansji w Europie i wejściu na rynek amerykański, przedsiębiorstwo uplasowało się wśród pięciu światowych liderów w swoim sektorze.

### Nowe strategie rozwoju (1990–1997)
Firma Capgemini wypracowała praktykę świadczenia usług konsultingowych w zakresie zarządzania w wyniku serii strategicznych przejęć, wliczając w to United Research (1990) oraz Mac Group (1991) w USA i Gruber Titze and Partners (1993) oraz Bossard (1997) w Europie.

### Budowanie przyszłości (od 1998)
Wraz z rozwojem globalnego rynku IT przedsiębiorstwo kładło coraz większy nacisk na dwa rodzaje działalności: lokalne usługi specjalistyczne i outsourcing. Firma Capgemini opracowała również koncepcję świadczenia usług – Rightshore®, której celem jest zapewnienie równowagi w wykorzystaniu najlepszych talentów z różnych lokalizacji, aby jako jeden zespół tworzyć i dostarczać rozwiązania dla klientów. Globalna sieć modelu Rightshore® obejmuje centra offshore w Indiach, Maroku i Argentynie, a także centra nearshore jak centra ousourcingu BPO i ITO w Polsce.

## Capgemini obecnie
Siedziba główna mieści się w Paryżu. Capgemini jest spółką akcyjną, notowaną na platformie Euronext na Giełdzie Papierów Wartościowych w Paryżu i wchodzi w skład indeksu CAC 40. Od 2005 roku jest członkiem konsorcjum The Open Group.

## Capgemini w Polsce
Przedsiębiorstwo działa w Polsce od roku 1996 przejmując istniejącą od roku 1990 firmę konsultingową Bossard. W roku 2000 firma Gemini Consulting zakupiła praktykę konsultingową Ernst & Young. W roku 2003 przedsiębiorstwo dokonało kolejnej inwestycji w Polsce przejmując działające od 1996 roku centrum outsourcingu w Krakowie. Biura Capgemini w Polsce mieszczą się w Katowicach, Krakowie, Wrocławiu, Poznaniu, Warszawie, Opolu, Lublinie oraz w Gdańsku.
Działy Capgemini Polska:
Business Services to dział świadczący usługi w zakresie finansów i księgowości, operacji bankowych, obsługi klienta, zarządzania dostawami oraz zarządzania zasobami ludzkimi. Polskie Centrum Business Services mieszczące się w Krakowie oraz Katowicach, nastawione jest na wdrażanie innowacyjnych rozwiązań i pracę w zespołach, która pozwala zdobyć ciekawe doświadczenie pracując w międzynarodowym środowisku. Klientami są międzynarodowe korporacje, stąd też pracownicy posługują się ponad 30 językami obcymi.
W ramach Cloud Infrastructure Services (Katowice, Kraków, Opole, Lublin) obsługiwani są klienci z całego świata w zakresie usług zdalnego wsparcia technicznego oraz zdalnego zarządzania ich infrastrukturą informatyczną. Obecnie świadczone są usługi dla klientów w zakresie zarządzania IT, zarządzania infrastrukturą, oraz service desk. Eksperci pracują w rozmaitych środowiskach m.in.: Unix, Linux, Windows, Mainframe, VMware, Oracle, zgodnie z metodologią ITIL.
Capgemini Software Solutions Center (Wrocław, Poznań, Gdańsk) to centrum rozwoju oprogramowania i usług informatycznych. Software Solutions Center zatrudnia specjalistów branży IT, którzy zajmują się głównie: projektowaniem, tworzeniem, testowaniem oraz wdrażaniem indywidualnych rozwiązań IT w oparciu o nowoczesne technologie programistyczne, takie jak Java, czy .NET, platformy bazodanowe (np. Oracle), Business Intelligence oraz technologie mobilne (np. Android, iOS).
W ramach Application Services (Warszawa) zespoły ekspertów zajmują się złożonymi projektami transformacji przedsiębiorstw, które mają trwały wpływ na wzrost i pozycję konkurencyjną. Klientom oferowany jest szeroki zakres ekspertyz z zakresu konsultingu oraz wsparcie firmy w projektach, których celem jest opracowanie i transformacja systemów informatycznych. Pracownicy rozwijają swoje kompetencje pełniąc rolę kierowników projektów, architektów systemów, konsultantów technologii informatycznych, programistów i autorów innowacyjnych rozwiązań technologicznych.

### Nagrody oraz certyfikaty
- „Największa firma świadcząca usługi doradcze” TOP 200 edycja 2012
- „Firma o największym wzroście zatrudnienia” TOP 200 edycja 2012
- „Firma o najwyższym zatrudnieniu” TOP 200 edycja 2012
- „Najlepsze miejsce pracy IT w Polsce 2012” Computerworld
- „Top Employer 2012”
- 1. miejsce wśród „Firm Odpowiedzialnych Społecznie” w 2012
- „Złote Godło Jakości 2012”
- „Jakość roku 2011”
- „Solidny Pracodawca 2010”
- „Dobra Firma 2010”
- „Małopolska Nagroda Gospodarcza 2010”
- Certyfikaty ISO 9001:2000 na wszystkie usługi oferowane w Polsce